# Хормозган
Хормозга́н (перс. هرمزگان‎ — Hormozgân) — остан Ирана. Находится на юге страны, на северном берегу Персидского залива. Административный центр — город Бендер-Аббас. Протяжённость побережья — около 1000 км. В провинцию входят также 14 островов в Персидском заливе (Кешм, Лаван, Ормуз, Киш, Форур, Бенифорур, Сирри, Томбе-Бозорг, Хендераби, Ларек, Абу-Муса и др.).
Площадь — 70 669 км², население 1 403 674 человек (2006), арабы, персы, и белуджи. Крупнейшие города провинции — Бендер-Аббас (360 тыс.), Минаб (55 тыс.), Дехбарез (31 тыс.), Кешм (28 тыс.), Бендер-Ленге (26 тыс.), Киш (23 тыс.), Хаджиабад (21 тыс.), Джаск (12 тыс.), Бендер-Хамир (12 тыс.), Парсиан (11 тыс.), Бестек (10 тыс.). В составе остана 11 шахрестанов, 69 муниципалитетов и 2046 деревень.

## География
В провинции очень жаркий и влажный климат, с летними температурами, иногда превышающими 49 °С.
Протекает ряд крупных рек: Мехран, Ресуль, Коль, Руде-Ширин, Минаб, Мезави, Гез, Джегин, Габрик, Седидж и другие.

## История
В XIV—XVII вв. в этом регионе располагалось государство Ормуз, бывшее одним из важнейших торговых центров региона.
После Второй мировой войны, в связи с открытием запасов нефти в этом районе, стратегическое значение Персидского залива выросло.

## Административное деление
Провинция делится на 11 шахрестанов:
1. Абумуса
2. Бастак
3. Бендер-Аббас
4. Бендер-Ленге
5. Джаск
6. Кешм
7. Минаб
8. Парсиан
9. Рудан
10. Хаджиабад
11. Хемир

## Экономика
Основные отрасли экономики — нефтеперерабатывающая, химическая, металлургическая, пищевая, судостроительная, автомобильная, керамическая, текстильная, деревообрабатывающая промышленность, добыча нефти, газа, хромовой и железной руды, соли, гипса и охры, энергетика, производство стройматериалов, транспорт, торговля, сельское хозяйство (финики, фисташки, миндаль, дыни, цитрусовые, манго, бананы, лук, табак, алоэ), рыболовство, туризм, финансы.
В Бендер-Аббас расположены Свободная экономическая зона «Персиан Галф Майнинг энд Метал Индастриз» («Имидро» / «Нэшнл Ираниан Стил Компани») и крупный нефтяной терминал; среди крупнейших предприятий — нефтеперерабатывающий завод «Нэшнл Ираниан Ойл Рефайнинг энд Дистрибьюшн Компани», газоперерабатывающий завод «Сетарейе», металлургические заводы «Хормозган Стил» и «Фуладе Джануб», алюминиевые заводы «Хормозал» и «Аль Махди», судостроительные заводы «Иран Шипбилдинг энд Оффшор Индастриз». В городе Парсиан расположена Свободная экономическая зона.
На острове Киш расположены Свободная торговая зона, Иранская нефтяная биржа, Фондовая биржа Киша, ювелирный завод «Голден Сан Киш», здесь базируются авиакомпания «Киш Эйр» и судоходная компания «Тавус Бехешти Киш»; среди крупнейших предприятий — автосборочный завод «Киш Ходро», нефтегазодобывающие комплексы «Нэшнл Ираниан Ойл Компани», нефтяной терминал; на острове Кешм также существует Свободная торговая зона, здесь базируется авиакомпания «Фарс Эйр Кешм»; среди крупнейших предприятий — нефтегазодобывающие комплексы «Нэшнл Ираниан Ойл Компани», судостроительный завод «Мадде Кондалу», ТЭС «Пасаргада», нефтяной терминал. На острове Лаван расположены нефтеперерабатывающий завод «Нэшнл Ираниан Ойл Рефайнинг энд Дистрибьюшн Компани» и нефтяной терминал.

## Образование
- Bandar Abbas University of Medical Sciences
- University of Hormozgan
- Qeshm Institute of Higher Education
- Islamic Azad University of Bandar Abbas
- Kish University

## Достопримечательности
В городе Бендер-Аббас расположены бани-музей Геледари и индуистский храм, в окрестностях — биосферный заповедник. В городе Минаб расположены базар Панджшанбе («Четверговый») и руины древнего полиса Хормозея. В городе Бендер-Ленге расположена крепость Лаштан. В городе Бендер-Канг интересны традиционные дома на воде.
В городе Бестек расположены старинный базар и руины крепости. В городе Кукхерд расположены гробница Абдул-Рахмана Бузорга, Пятничная мечеть, резервуары для воды «аб-анбар», «башни ветра» и старинный базар, руины древних караван-сарая и крепости Сиба, в окрестностях — ирригационные плотины, крепости Аамадж и Товсила, руины бани эпохи Сасанидов. Также в провинции интересны арабские деревни Магхох (примечательна старинной глинобитной крепостью и дворцом племени Аль-Марзуки) и Морбагх.
На острове Кешм расположены мангровый лес Хара, ущелье Чаку, пещеры Харбоз и руины португальских крепостей. На острове Хенгам расположены руины британского поселения. На острове Ормуз расположены руины португальской крепости Богородицы. На острове Киш интересны фешенебельный «Дариуш Гранд Отель», дельфинарий и старинные резервуары для воды «аб-анбар».